# Paluzza
Paluzza là một đô thị ở tỉnh Udine trong vùng Friuli-Venezia Giulia thuộc Ý, có cự ly khoảng 120 km về phía tây bắc của Trieste và khoảng 50 km về phía tây bắc của Udine, on the border with Austria. Tại thời điểm ngày 31 tháng 12 năm 2004, đô thị này có dân số 2.526 người và diện tích là 70 km².
Paluzza giáp các đô thị: Arta Terme, Cercivento, Comeglians, Forni Avoltri, Kötschach-Mauthen (Áo), Lesachtal (Áo), Ligosullo, Paularo, Ravascletto, Rigolato, Sutrio, Treppo Carnico.